# 維迪蓋拉
維迪蓋拉（葡萄牙語：Vidigueira，葡萄牙語發音：[viðiˈɣɐjɾɐ] ⓘ 或 [viðiˈɣe(j)ɾɐ]）是葡萄牙貝雅區的市镇，位於該國南部，始建於1514年，面積316.61平方公里，2021年人口5,176。